# Vymodell

TEAF matrisen över vyer och perspektiv.

En vymodell (view model) eller ett viewpoints framework är inom systemutveckling, mjukvaruutveckling, och produktutveckling ett ramverk som definierar ett antal sammanhållna vyer för att användas i konstruktionsarbetet med en systemarkitektur, en mjukvaruarkitektur eller en produktarkitektur. En vy är en representation av ett helt system med ett perspektiv från ett antal intresseområden (concerns). 

## Vymodellterminologi

### Vy/View
En vy av ett system är en representation av systemet från det perspektiv som ges av en viewpoint.

### Viewpoints
Inom systemutveckling är en viewpoint en partitionering eller begränsning av intresseområden (concerns) för systemet. Definitionen av en viewpoint är användbar för att tydliggöra behoven för dessa olika intresseområden. En väl identifierad uppsättning viewpoints bidrar också till att göra en systemdesign tydligt uppdelad för dessa olika områden och för att möjliggöra fokusering av och med rätt expertis.
Viewpoints tillhandahåller konventionerna, reglerna och språken som behövs för att konstruera, presentera och analysera vyer. I ISO/IEC 42010:2007 (IEEE-Std-1471-2000) definieras en viewpoint som en specifikation för en individuell vy, och vyn representerar hela systemet från perspektivet som vald viewpoint ger. En vy kan bestå av en eller flera arkitekturmodeller. Varje sådan arkitekturmodell tas fram enligt de metoder som etableras av deras tillhörande arkitekturella system, liksom för systemet som helhet.